# Rozalivka, Rozdilna
Rozalivka (în ucraineană Розалівка) este un sat în comuna Stepanivka din raionul Rozdilna, regiunea Odesa, Ucraina.

## Demografie
Componența lingvistică a localității Rozalivka
     Ucraineană (89,92%)
     Rusă (7,05%)
     Română (2,77%)
     Alte limbi (0,25%)
Conform recensământului din 2001, majoritatea populației localității Rozalivka era vorbitoare de ucraineană (89,92%), existând în minoritate și vorbitori de rusă (7,05%) și română (2,77%).